# Tisbe furcata
Tisbe furcata är en kräftdjursart som först beskrevs av Baird 1837.  Tisbe furcata ingår i släktet Tisbe och familjen Tisbidae. Arten är reproducerande i Sverige.

## Underarter
Arten delas in i följande underarter:
- T. f. johnsoni
- T. f. furcata